# Borgo Press
Borgo Press a fost o mică editură fondată de Robert Reginald în 1975, finanțată prin drepturile de autor încasate de pe urma publicării primei sale lucrări majore de referință, Stella Nova: the contemporary science fiction authors (1970).
În același an Reginald a întâlnit-o pe Mary Wickizer Rogers, student la California State University. Ei s-au căsătorit în anul următor și au format împreună coloana vertebrală a editurii în anii 1990.
Borgo Press s-a specializat în publicarea lucrărilor literare și istorice, reflectând interesele proprietarilor săi. A publicat 300 de titluri din 1976 până în 1998. În 2003 a fost reluată din nou ca marcă editorială a companiei Wildside Press din Rockville, Maryland, deținută de John Gregory Betancourt, iar Reginald a administrat această marcă începând din 2006.

## Legături externe
- "Measuring the Marigolds: The Fall and Rise of Borgo Press". 24 mai 2003. Let a thousand flowers bloom (millefleurs.tv). Posted 2010-02-19. Archived 2011-10-01. Retrieved 2014-07-11.
- Wildside Press: Borgo (search report)